# Kambodschanische Badmintonmeisterschaft 1966
Die Kambodschanische Badmintonmeisterschaft 1966 fand in Phnom Penh statt. Es war die neunte Austragung der nationalen Titelkämpfe von Kambodscha im Badminton.

## Titelträger
| Disziplin    | Sieger             |
| ------------ | ------------------ |
| Herreneinzel | Him Kim Ly         |
| Dameneinzel  | nicht ausgetragen  |
| Herrendoppel | Uch Srim Nhiek Hol |
| Damendoppel  | nicht ausgetragen  |
| Mixed        | nicht ausgetragen  |